# Інтервал (математика)
Інтерва́л — відкритий проміжок між двома дійсними числами (які звуться межами, границями або кінцями інтервалу), тобто, множина дійсних чисел, менших за верхню межу інтервалу та більших за нижню межу інтервалу.
Якщо дійсні числа позначаються точками на осі координат, тоді інтервал є відкритим відрізком між цими точками.

## Особливі типи інтервалів
Як правило, межі інтервалу є двома різними дійсними числами. Але бувають і винятки.
Верхня або/та нижня межі інтервалу можуть бути невласними числами, в таких випадках інтервал зветься нескінченним.
Якщо верхня та нижня межі інтервалу однакові, інтервал є порожньою множиною.

## Позначення
Як {\displaystyle (a,b)} позначається інтервал між дійсними числами {\displaystyle a} і {\displaystyle b}, тобто, сукупність таких дійсних чисел {\displaystyle x}, які відповідають нерівності {\displaystyle a<x<b}.
Інтервал, що включає всі числа, більші за {\displaystyle a}, позначається {\displaystyle (a,\infty )}. Інтервал, що включає всі дійсні числа, менші за {\displaystyle a}, позначається {\displaystyle (-\infty ,a)}. 
Інтервал, що включає всі дійсні числа, позначається {\displaystyle (-\infty ,\infty )}.

## Довжина
Довжина інтервалу дорівнює різниці між його верхньою і нижньою межами:
{\displaystyle \mu ((a,b))=b-a}